# A las cinco de la tarde (película de 2003)
A las cinco de la tarde (Panj E Asr en persa, At Five in the Afternoon en inglés) es una película coproducida por Irán y Francia, dirigida por Samira Makhmalbaf en 2003, y protagonizada por Gheleh Rezaie, Abdolgani Yousefrazi, Razi Mohebi y Marzieh Amiri. La cinta recibió el Premio del Jurado Ecuménico en el Festival de Cannes de 2003.

## Comentario
El poema de Lorca da título a la película de la iraní Samira Makhmalbaf (directora de La pizarra, Premio Especial del Jurado en el Festival de Cannes de 2000). Hija del director de Kandahar, Mohsen Makhmalbaf, Samira intenta con esta película poner voz a las mujeres de Afganistán, mostrar lo que los medios de comunicación no cuentan, desvelar la verdadera lucha diaria por el reconocimiento y la igualdad. Personajes normales interpretados por actores no profesionales intentan ahondar, sin juzgarlas, en las distintas visiones de la vida que tienen un hombre tradicionalista y su luchadora hija.
Samira decidió trabajar con actores no profesionales y elegirlos entre los habitantes de Kabul. Fue delicado convencer a muchos de ellos para que participaran en la película, debido a que la era talibán aún era muy reciente. Su hermana Hana, de 14 años, realizó con una cámara digital el documental La alegría de la locura (Joy of Madness en inglés, Lezate divanegi en persa), que relata cómo Samira consiguió convencerles.